# زغال‌دد
زغال‌دد (نام علمی: Anthracotherium) نام یک سرده از تیره زغال‌ددان است.